# En valsmelodi
En valsmelodi är en av Nils Ferlins mest kända dikter publicerad i hans debutsamling En döddansares visor 1930.
Dikten som börjar "Dagen är släckt, mörkret har väckt" tonsattes redan i början av 30-talet av Gunnar Turesson, men den melodi som för alltid förknippas med texten är komponerad av Lille Bror Söderlundh och trycktes i hans vissamling När skönheten kom till byn 1939. Redan innan dess hade visan fått spridning genom Söderlundhs framträdanden i olika sammanhang, i radio och på film. En grammofonutgåva med Söderlundhs egen insjungning till gitarr kom 1942 (HMV X 6751). Ett stort antal svenska artister hade visan på sin repertoar, bland andra Karin Juel, Zarah Leander, Anders Börje, Sven-Bertil Taube och Monica Zetterlund. Ferlins dikt har intresserat många översättare. En av dem som tolkat visan är Wolf Biermann.
Ett flertal tolkningar av En valsmelodi finns, bland annat kategoriseras den som en dödsdikt. Ferlin nämner bland annat samhället olycksbarn i stycket
Dagen är släckt, mörkret har väckt,
stjärnor och kattor och slinkor,
fyllda av skarn, slödder och flarn,
sova polishus och finkor.
I följande stycke beskriver Ferlin integriteten och döden samt ges en bild av Ferlins yttre
Jag har ingenting alls här i världen att vinna,
och snart i min grop skola maskarna finna
att jag är ganska mager om ben'a,
tillika om armar och hals.